# Mr.5
『Mr.5』（ミスターファイブ）は、2023年4月19日にJohnnys' Universeから発売されたKing & Prince初のベスト・アルバム。

## 解説
グループの4か月連続リリース第4弾として4月19日にリリースされた自身初のベストアルバム。5人体制としては今作が最後の作品であり、初回限定盤A・初回限定盤B・通常盤・Dear Tiara盤の4形態で発売。
通常盤のジャケットは髙橋の描き下ろしイラストが採用されているが、2021年3月にグループを脱退した岩橋玄樹のメンバーカラーであった濃いピンクも含めた6色の椅子やチェキフィルム、花なども描かれており、「6人でキンプリ」「最高すぎる」といったファンからの称賛コメントが相次いだ。他に塗り絵仕様となったアナザージャケットも封入されている。また、Dear Tiara盤はさまざまな写真を組み合わせたコラージュ風ジャケットとなっており、岩橋の写真も含まれている。
楽曲についてはこれまでの全シングル16曲が収録されている他、2023年1月16日から特設サイトで楽曲投票企画「国民投票！みんなで作ろうKing & Prince BEST ALBUM」が開催され、全アルバムのリード曲を除く108曲の全楽曲の中からファン投票によって選曲された上位15曲がDear Tiara盤のDISC2に収録された。投票で1位となった「King ＆ Prince, Queen & Princess」は、これまでのライブ映像や衣装、メンバーのオフショットなどを含むグループの約5年間の歴史を感じられるMusic Videoが制作され、3月27日にグループの公式YouTubeチャンネルで公開された。なお、このMVは初回限定盤Bに収録されている。
初回限定盤Aにはメンバーからのスペシャルプレゼントとして、新たにメンバー5名でレコーディングを行った「シンデレラガール 2023」がDance ver.とメイキングと共に収録。4月20日から24日の5日間にわたり、TwitterではMV撮影時の写真と共にメンバーそれぞれのコメントが投稿された。また、歌詞にある「11時間近の」のように5月15日の午後11時に公式YouTubeチャンネルで「シンデレラガール 2023」のYouTube Editが公開され、21時間で視聴回数101万回を記録し、「急上昇」のトレンド入りを果たした。
本作のために新たに制作した新曲「Beautiful Flower」は、ファンであるティアラへの感謝の想いを込めて過去・現在・未来を歌った5人体制最後の切ないバラード曲で、深読みのしようがないほどストレートな歌詞や、過去のKing & Princeの楽曲の歌詞が散りばめられている。4月11日22時にグループの公式YouTubeチャンネルにてレコーディング映像が公開された。また、この楽曲は5人体制での最後の出演となった5月20日放送の音楽番組『Venue101』（NHK総合）でもパフォーマンスされた。
2024年3月13日に日本レコード協会が発表した「第38回日本ゴールドディスク大賞」において、本作が「アルバム・オブ・ザ・イヤー」（邦楽）を初受賞した。
2024年5月23日にはデビュー6周年を記念し、本作に収録されている全57曲が15枚目のシングル『halfmoon/moooove!!』収録の6曲とともにデジタル配信され、サブスクリプション解禁となった。

## リリース
仕様・特典
- 初回限定盤A・B - 透明三方背ケース付マルチパック仕様（画像は異なる）、歌詞ブックレット32P、フォトブックレット60P
- 通常盤 - 2Dワイドケース仕様、歌詞＆フォトブックレット32P、アナザージャケット（塗り絵ver.）
- Dear Tiara盤 - 96Pフォトブック型ジャケット（A4変型判）

初回封入特典
動画の視聴期間はいずれも2023年4月18日12:00 - 5月2日18:00。
- 初回限定盤A - 期間限定動画Aシリアルナンバー Special Music Video from King & Prince Recording Movie
- 初回限定盤B - 期間限定動画Bシリアルナンバー 楽曲投票ランキング予想大会！
- 通常盤 - 期間限定動画Cシリアルナンバー 「Mr.5」Jacket Shooting Making

先着外付け特典
- 初回限定盤A - フォトカード（A6サイズ）
- 初回限定盤B - クリアポスター（A4サイズ）
- 通常盤 - アナザージャケット5種セット
- Dear Tiara盤 - ステッカーシート（A6サイズ）

## 収録曲

### CD
シングル曲などの詳細はそのページを参照。クレジット出典

#### DISC1
※4形態共通
1. シンデレラガール
作詞：河田総一郎 / 作曲：河田総一郎、Nozomu.S / 編曲：船山基紀
  - 1stシングル
2. Memorial
作詞：Kenichi Sakamuro / 作曲：川口進、Kenichi Sakamuro / 編曲：Kenichi Sakamuro、ha-j
  - 2ndシングル
3. 君を待ってる
作詞：高橋優 / 作曲：川口進、草川瞬、佐原康太 / 編曲：田渕夏海、川口進、佐原康太
  - 3rdシングル
4. koi-wazurai
作詞：栗原暁、前田佑 / 作曲：栗原暁、前田佑 / 編曲：ha-j、前田佑、栗原暁
  - 4thシングル
5. Mazy Night
作詞：RUCCA / 作曲：Tyler Shamy、Tido、KAY / 編曲：KAY、Tido、ha-j
  - 5thシングル
6. I promise
作詞：KOMU、草川瞬 / 作曲：GRP、草川瞬 / 編曲：生田真心
  - 6thシングル
7. Magic Touch
作詞：EMI K.Lynn / 作曲：P3AK、Adrian McKinnon / 編曲：P3AK
  - 7thシングルの1曲目
8. Beating Hearts
作詞：RUCCA / 作曲：川口進、Adrian McKinnon / 編曲：川口進、田渕夏海
  - 7thシングルの2曲目
9. 恋降る月夜に君想ふ
作詞：栗原暁 / 作曲：久保田真悟、栗原暁 / 編曲：久保田真悟、ha-j
  - 8thシングル
10. Lovin' you
作詞：YUUKI、柳川陽香 / 作曲：柳川陽香、YUUKI / 編曲：EFFY、川端正美
  - 9thシングルの1曲目
11. 踊るように人生を。
作詞：MUTEKI DEAD SNAKE / 作曲：MUTEKI DEAD SNAKE、児山啓介 / 編曲：児山啓介
  - 9thシングルの2曲目
12. TraceTrace
作詞・作曲：伊根 / 編曲：Souma Genda
  - 10thシングル
13. ツキヨミ
作詞：いしわたり淳治 / 作曲・編曲：中村泰輔、TomoLow
  - 11thシングルの1曲目
14. 彩り
作詞：木村友威 / 作曲：Giz'Mo（Jam9）、Eunsol（1008）、Gou Ishikuro / 編曲：Eunsol（1008）、Gou Ishikuro、生田真心
  - 11thシングルの2曲目
15. Life goes on
作詞：木村友威 / 作曲：Joacim Persson、Johan Alkenas、SQVARE / 編曲：Joacim Persson、Johan Alkenas、Sean Alexander
  - 12thシングルの1曲目
16. We are young
作詞：いしわたり淳治 / 作曲：玉置浩二 / 編曲：島田昌典
  - 12thシングルの2曲目
17. Beautiful Flower
作詞・作曲・編曲：UTA
本作の中で唯一の新曲[27]。

#### DISC2

##### 初回限定盤A
"SWEET & MEMORIES" Selected by King & Prince
1. Love Paradox
作詞：MUTEKI DEAD SNAKE / 作曲：児山啓介、MUTEKI DEAD SNAKE / 編曲：生田真心
  - 5thシングル初回限定盤Aカップリング曲
  - 神宮寺勇太選曲[36]
2. Key of Heart
作詞・作曲：川口進、佐原康太 / 編曲：佐原康太、川口進、兼松衆
  - 2ndアルバム収録曲
  - 永瀬廉選曲[37]
3. エスコート
作詞：杉山勝彦 / 作曲：杉山勝彦、ulala / 編曲：ulala
  - 10thシングル初回限定盤Aカップリング曲
4. 僕のワルツ
作詞・作曲：mei / 編曲：YASU
  - 12thシングル初回限定盤Bカップリング曲
  - 平野紫耀選曲[37]
5. A Little Happiness
作詞：miwaflower / 作曲：川口進、Fredrik "Figge" Bostrom / 編曲：Tomoki Ishizuka
  - 4thアルバム収録曲
6. 気楽にやろうよ
作詞・作曲：杉山勝彦 / 編曲：杉山勝彦、石原剛志
  - 4thアルバム収録曲
  - 高橋海人選曲[37]
7. Amazing Romance
作詞：藤原優樹、中村瑛彦 / 作曲・編曲：中村瑛彦
  - 2ndアルバム収録曲
8. 幸せがよく似合うひと
作詞・作曲：金木和也 / 編曲：江口亮
  - 3rdアルバム収録曲
9. 愛を伝えましょう
作詞・作曲：ふるっぺ / 編曲：清水俊也
  - 12thシングルDear Tiara盤カップリング曲
  - 高橋海人選曲[37]
10. 花束
作詞・作曲：市川喜康 / 編曲：CHOKKAKU
  - 3rdアルバム収録曲
  - 高橋海人選曲[37]

##### 初回限定盤B
"COOL & GROOVIN'" Selected by King & Prince
1. Easy Go
作詞：JUN / 作曲：Josef Melin、Christofer Erixon / 編曲：Josef Melin
  - 8thシングル通常盤カップリング曲
  - 岸優太選曲[36]
2. ナミウテココロ
作詞：atagi / 作曲：atagi、久保田真悟 / 編曲：久保田真悟
  - 2ndアルバム収録曲
3. Kiss & Cry
作詞・作曲：mei / 編曲：久保田真悟
  - 8thシングル通常盤カップリング曲
  - 平野紫耀選曲[37]
4. Nothing compares
作詞：AKIRA（PALM DRIVE）、JUN / 作曲：AKIRA（PALM DRIVE）、久保田真悟 / 編曲：久保田真悟
  - 10thシングル通常盤カップリング曲
  - 平野紫耀選曲[37]
5. Little Christmas
作詞・作曲・編曲：森大輔
  - 6thシングル初回限定盤Aカップリング曲
  - 岸優太選曲[37]
6. Romantic
作詞：miwaflower / 作曲：miwaflower、Tomoki Ishizuka / 編曲：Tomoki Ishizuka
  - 11thシングルDear Tiara盤カップリング曲
  - 神宮寺勇太選曲[37]
7. Started
作詞：YU-G / 作曲：SHIBU、YU-G / 編曲：SHIBU
  - 4thアルバム収録曲
  - 平野紫耀選曲[37]
8. Moon Lover
作詞：亜美 / 作曲：山本玲史 / 編曲：船山基紀
  - 1stアルバム収録曲
  - 高橋海人選曲[37]
9. Last Train
作詞：内田怜央 / 作曲・編曲：Kroi
  - 4thアルバム収録曲
  - 神宮寺勇太選曲[36]
10. Bounce
作詞・作曲：Prince Charlez、Jason Yik Nam Wu、平義隆 / 編曲：Rabitt
  - 2ndアルバム通常盤ボーナストラック
  - 神宮寺勇太選曲[36]

##### 通常盤
1. Naughty Girl
作詞：Kanata Okajima、Hayato Yamamoto / 作曲：Drew Ryan Scott、Jason Parris、Cody Falkosky / 編曲：Jason Parris、Cody Falkosky
  - 1stアルバム「King & Prince」リード曲
2. &LOVE
作詞：Kenichi Sakamuro / 作曲：Kenichi Sakamuro、Louise Frick Sveen / 編曲：吉岡たく
  - 2ndアルバム「L&」リード曲
3. 僕らのGreat Journey
作詞：C&K / 作曲：C&K、Carlos K. / 編曲：Carlos K.
  - 3rdアルバム「Re:Sense」リード曲1曲目
4. Namae Oshiete
作詞・作曲：Babyface
  - 3rdアルバム「Re:Sense」リード曲2曲目
5. ichiban
作詞・作曲・編曲：KREVA
  - 4thアルバム「Made in」リード曲

##### Dear Tiara盤
1. King & Prince, Queen & Princess
作詞：EMI K.Lynn、ジョーイ・カーボーン / 作曲：ジョーイ・カーボーン / 編曲：生田真心
  - 1stアルバム通常盤ボーナストラック
2. Focus
作詞：前迫潤哉 / 作曲：前迫潤哉、Dr. Lilcom / 編曲：Dr. Lilcom、門脇大輔、中野勇介
  - 2ndアルバム収録曲
3. NANANA
作詞：Toru Ishikawa / 作曲：Toru Ishikawa、SLAY HIROKI / 編曲：SLAY HIROKI
  - 8thシングル初回限定盤Bカップリング曲
4. ゴールデンアワー
作詞：MiNE / 作曲：川口進、MiNE、兼松衆 / 編曲：石塚知生
  - 5thシングル通常盤カップリング曲
5. Dream in
作詞・作曲：King & Prince / 編曲：Atsushi Shimada
  - 4thアルバム収録曲
6. Prince Princess
作詞：久保田洋司 / 作曲：ジョーイ・カルボーン、北室龍馬 / 編曲：石塚知生
  - 1stアルバム初回限定盤B収録曲
7. 今君に伝えたいこと
作詞：KEEN / 作曲：KEEN、MANABOON / 編曲：MANABOON
  - 5thシングル初回限定盤Bカップリング曲
8. 僕の好きな人 - 平野紫耀・髙橋海人・岸優太
作詞：YUUKI、JUNPEI / 作曲：YUUKI、野口大志 / 編曲：野口大志
  - 4thアルバム収録曲
9. 宙(SORA)
作詞：田鹿祐一 / 作曲：田鹿祐一、Octobar / 編曲：Octobar、TAKAROT
  - 3rdシングル初回限定盤Aカップリング曲
10. Dear My Tiara
作詞・作曲・編曲：森大輔
  - 3rdアルバム通常盤ボーナストラック
11. 君とメリークリスマス
作詞：YUUKI / 作曲：YUUKI、野口大志 / 編曲：野口大志
  - 11thシングル通常盤カップリング曲
12. 君がいる世界
作詞：栗原暁 / 作曲：久保田真悟 / 編曲：久保田真悟、今野均
  - 2ndアルバム収録曲
13. Glass Flower
作詞：miyakei / 作曲：JongSung Yoon、Taehoon Lee、youwhich / 編曲：JongSung Yoon、Taehoon Lee
  - 2ndシングル通常盤カップリング曲
14. Bounce To Night
作詞：ケリー / 作曲：重永亮介 / 編曲：重永亮介、Tasuku Maeda
  - 1stアルバム初回限定盤B収録曲
15. OH! サマーKING
作詞：ENA、小林光明 / 作曲：Christofer Erixon、Josef Melin / 編曲：生田真心
  - 1stアルバム初回限定盤B収録曲

### DVD
通常盤は無し。

#### 初回限定盤A
- 「シンデレラガール 2023」Music Video
- 「シンデレラガール 2023」Music Video -Dance ver.-
- 「シンデレラガール 2023」Behind the scenes

#### 初回限定盤B
- 「King & Prince, Queen & Princess」Music Video
- 「King & Prince, Queen & Princess」Music Video -Live Recording ver.-
- 「King & Prince, Queen & Princess」Behind the scenes

#### Dear Tiara盤
- King & Princeの小旅行 in 熱海！

## チャート成績
オリコンチャートでは発売前日の店着日に906,132枚、発売日に137,466枚を売り上げ、2日間で自身初のアルバムミリオンを達成した。その後も売り上げを伸ばし、初週120.4万枚で4月25日発表のオリコン週間アルバムランキングで初登場1位を獲得。初週でのミリオン突破は、嵐の『5×20 All the BEST!! 1999-2019』に続いて令和では2作目。3年10か月ぶりで、男性アーティストでは史上9組目となる。また、4月28日発表の「オリコン週間合算アルバムランキング」では、デジタルアルバムやストリーミング無しのCD売上のみで120.4万PT（1,204,452PT）を記録し、自身初の100万1ポイント超えで週間1位を獲得。こちらでも嵐の『5×20 All the BEST!! 1999-2019』の1,304,251PTに次ぐ歴代2位を記録した。2023年12月20日に発表された「第56回 オリコン年間ランキング2023」の「アルバムランキング」では、期間内売上139.9万枚で自身初の年間アルバムランキング1位を獲得。「合算アルバムランキング」でも期間内ポイント139.9万PT（1,399,236PT）を記録し、自身初となる年間合算アルバム1位を獲得した。
Billboard JAPANでもリリース日の19日時点で1,043,598枚を売り上げて今年最速でミリオンを達成。初週1,220,014枚を売り上げ、「Top Albums Sales」「Hot Albums」共に首位を獲得した。その後、「Hot Albums」では9月上旬まで20週連続、「Top Albums Sales」では10月下旬まで27週連続チャートインし、年間1,408,873枚でCDセールス1位を獲得した。